# Chenillé-Champteussé
Chenillé-Champteussé is een gemeente in het Franse departement Maine-et-Loire (regio Pays de la Loire). De plaats maakt deel uit van het arrondissement Segré. Chenillé-Champteussé is op 1 januari 2016 ontstaan door de fusie van de gemeenten Champteussé-sur-Baconne en Chenillé-Changé. De gemeente telde 341 inwoners op 1 januari 2022.

## Geografie
De oppervlakte van Chenillé-Champteussé bedroeg op 1 januari 2022 16,78 vierkante kilometer; de bevolkingsdichtheid was toen 20,3 inwoners per km².

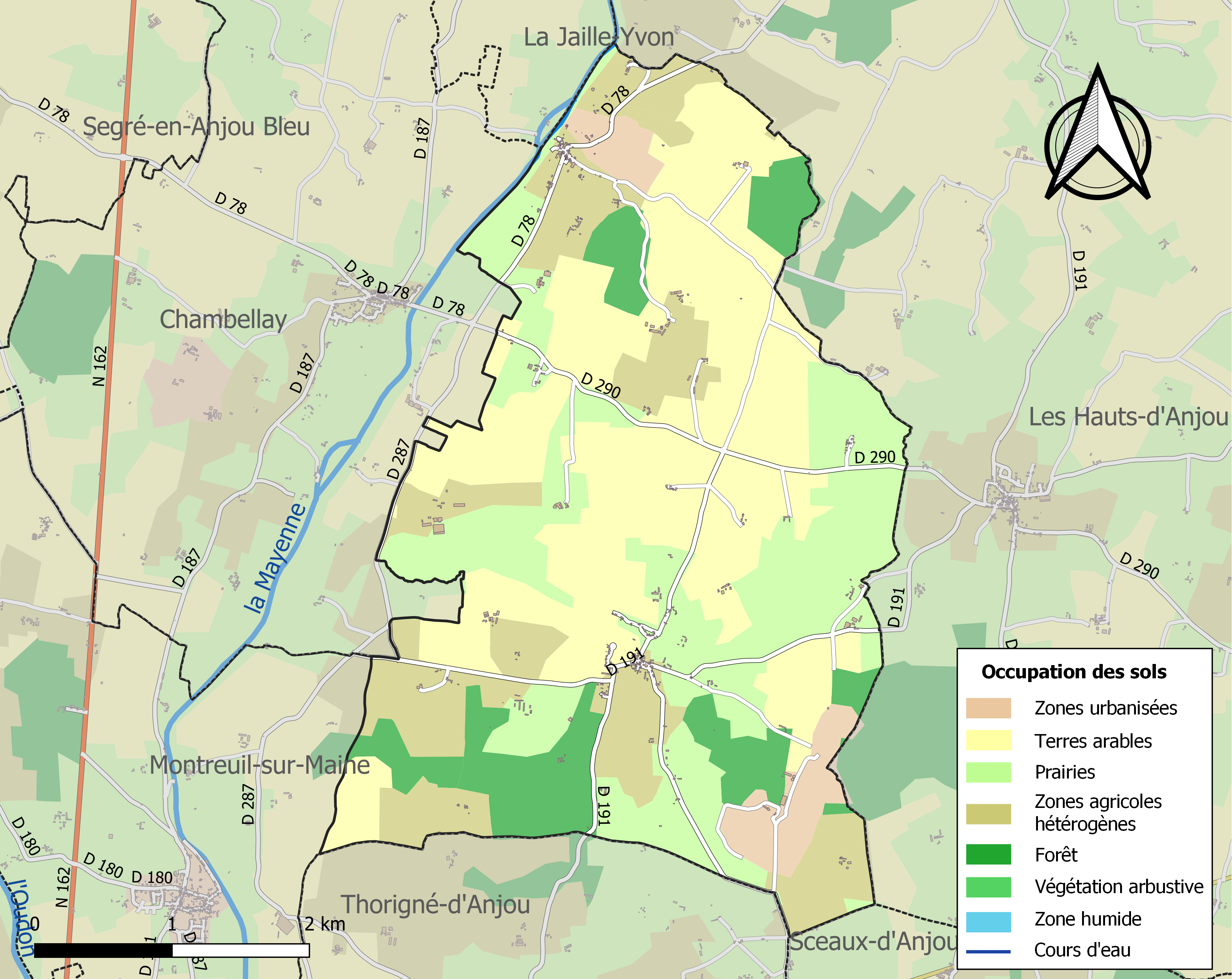
Kaart van de gemeente met de belangrijkste infrastructuur, bodemgebruik en omliggende gemeenten